# Gayane
Gayane (Gayaneh o Gayne; in armeno: Գայանե; in russo Гаянэ?, Gajanė) è un balletto in quattro atti con musiche di Aram Il'ič Chačaturjan. Fu originariamente composto nel o prima del 1939, quando fu creato per la prima volta (ad Erevan) sotto il nome di "Happiness" ("Felicità").  Rivisitato nel 1941–42 sul libretto di Konstantin Deržavin e con la coreografia di Nina Aleksandrovna Anisimova (moglie di Derzhavin), la partitura venne rivista nel 1952 e nel 1957, con una nuova trama. La scenografia fu creata da Nathan Altman e i costumi da Tat'jana Bruni.
La prima messa in scena ebbe luogo il 9 dicembre 1942, allestita dal Kirov Ballet a Molotov (oggi Perm', Russia) nel corso dell'evacuazione della Seconda Guerra Mondiale, e venne trasmessa alla radio. I ballerini principali erano: Natalija Dudinskaja (Gayane), Nikolaj Zubkovskij (Karen), Konstantin Sergeev (Armen), Tat'jana Večeslova (Nune) e Boris Šavrov (Giko). Il direttore d'orchestra era Pavel Feldt. Fra le parti più famose del balletto vi sono la "Sabre Dance" ("Danza della Sciabola"), della quale hanno preso spunto molti artisti pop, e l'"Adagio", presente in modo prominente nel film diretto da Stanley Kubrick 2001: Odissea nello spazio.
La Gayane originale di Chačaturjan consisteva nella storia di una giovane donna armena le cui convinzioni patriottiche entrano in conflitto con i propri sentimenti personali alla scoperta del tradimento del marito. Negli anni successivi la trama venne modificata molte volte; la storia risultante enfatizza il romanticismo rispetto allo zelo nazionalistico.

## Retroscena
Il balletto, basato su un primo lavoro composto nel 1939 da Chačaturjan e chiamato Happiness, fu creato mentre il Kirov ballet si trovava a Perm'. Chačaturjan iniziò a comporre la partitura nell'autunno del 1941 e il balletto venne messo in scena per la prima volta il 3 dicembre 1942 sul piccolo palcoscenico del Teatro Statale di Perm'. Nonostante i vari limiti, l'effetto che sortì fu profondo; difatti, il messaggio trasmesso fu che la compagnia stava continuando ad esistere e a produrre nuovi balletti, a dispetto dei tempi duri in cui si trovava. La Anisimova invitò diversi ballerini che si trovavano nella città in quel momento a partecipare al suo balletto; si creò un senso di camaraderie e sforzi combinati che ben rispecchiava la sensazione positiva data dal balletto stesso. La composizione, la musica, la danza, l'unione di tutto ciò creò qualcosa che, indipendentemente dalle debolezze nel libretto, esprimeva il trionfo della danza stessa e delle sue molte e varie possibilità.

## Organico
- Fiati: 3 flauti (il flauto terzo raddoppia l'ottavino), 2 oboi, un corno inglese, 3 clarinetti (il clarinetto terzo raddoppia il clarinetto basso) un sassofono contralto, 2 fagotti;
- Ottoni: 4 corni, una cornetta, 3 trombe, una tromba contralto, 3 tromboni, una tuba;
- Timpani e percussioni: un triangolo, un tamburello basco, 2 rullanti, piatti), una grancassa, un tam-tam, doli o "nagara", daira,  un Glockenspiel, uno xilofono, una marimba, un vibrafono, chimes;
- Tastiere: una celesta, un pianoforte;
- Cordofoni: 2 arpe, violini (primi e secondi), viole, violoncelli e contrabbassi.

## Trama
Molti elementi sull'amore interetnico, sul tradimento e sull'amicizia interagiscono in un'ambientazione armena. La protagonista è una giovane donna di nome Gayane, che lavora in un kolchoz situato in un distretto montagnoso vicino al confine nazionale.

### Atto I
Nel kolchoz, i contadini si stanno occupando della raccolta del cotone. Fra di loro vi sono l'eroina Gayane, suo padre Ovanes, il fratello Armen e la sorella minore Nune. Tutti loro lavorano duramente con l'unica eccezione del marito di Gayane Giko, un ubriacone nullafacente. Gayane rimprovera Giko per la sua condotta e ciò conduce ad un litigio. Dopodiché arriva Kazakov, comandante della Guardia della frontiera Sovietica, e inizia una danza di benvenuto. Vedendo Gayane far dono di un bouquet a Kazakov, Giko lo afferra violentemente e noncurante del rimprovero di tutti, scompare.

### Atto II
Casa di Gayane. Tutti stanno consolando Gayane, che deplora il comportamento del marito. Si odono i tessitori di tappeti cantare. Al ritorno di Giko, tutti se ne vanno. Gayane canta alla figlia Ripsime perché si addormenti. Tre contrabbandieri fanno visita a Giko. Essi complottano di dividere fra loro i soldi pubblici di cui si sono indebitamente appropriati, di appiccare un incendio al magazzino di cotone e di scappare all'estero. Avendo udito la conversazione, Gayane ammonisce il marito, ma questi la spinge in un'altra stanza e lì la rinchiude.

### Atto III
Insediamento dei Curdi in una zona montuosa vicino al kolchoz. Vi si trovano molte persone, fra le quali il fratello di Gayane Armen, una ragazza curda di nome Aishe e un giovane curdo chiamato Izmail innamorato di lei. Poi compaiono Giko ed i tre contrabbandieri, che chiedono ad Armen la strada da percorrere. Interrogandosi sulle loro intenzioni, Armen manda alcuni giovani curdi a cercare Kazakov. Essendosene accorti, Giko e la sua gang tentano di uccidere Armen, ma Kazakov arriva appena in tempo e arresta i tre contrabbandieri. Ciononostante, Giko riesce a scappare e ad appiccare il fuoco al magazzino di cotone. Mentre cerca di fuggire approfittando della confusione, Giko viene trovato da Gayane, che è riuscita a uscire dalla stanza nella quale era imprigionata. Giko minaccia Gayane dicendole che getterà Ripsime da un precipizio. Dal momento in cui Gayane non si arrende, Giko la accoltella con un pugnale. Sentendola urlare di dolore, Kazakov corre da lei e arresta Giko, che sarà affidato alla giustizia. Kazakov si prende cura di Gayane con devozione e lei si riprende. Fra i due sboccia l'amore.

### Atto IV
Il kolchoz, un anno dopo. È il giorno della cerimonia di inaugurazione del magazzino ricostruito, nonché dei matrimoni di tre coppie – Gayane e Kazakov, Armen ed Aishe, Karen e Nune. Danze popolari locali vengono ballate una dopo l'altra, e il balletto termina fra le benedizioni di tutti.

## Analisi
Il balletto Gayane ebbe un discreto successo quando fu rappresentato dinanzi a Iosif Stalin; le esibizioni al di fuori dell'Unione Sovietica non furono frequenti. Al tempo, si era capito che il semplice libretto era una base necessaria alla danza, che venne splendidamente allestita e coreografata dall'Anisimova, che danzò nella produzione originale.
Estratti dalla Gayane venivano eseguiti da corpi di ballo e da scuole di danza, specialmente il matrimonio nel secondo atto: meravigliosi duetti e variazioni per Gayane e Kazakov, il suo innamorato. La coreografia era poco comune per il suo tempo—musica classica e popolare combinate—soprattutto per l'uso stilizzato di braccia e mani dalla cultura folkloristica armena su cui si basa il balletto stesso.
La diversità etnica che caratterizza la fattoria collettiva è il contesto su cui è basata ogni parte della musica, oltre che l'avvincente storia d'amore di una coppia i cui due innamorati provengono da diverse classi sociali. Per le performance in concerto, Khachaturian arrangiò tre suite orchestrali tratte dalla partitura; la "Danza della Sciabola", dall'atto finale del balletto, è l'estratto musicale dalla Gayane più famoso.